# PUBG Mobile
PlayerUnknown's Battlegrounds Mobile — гра корейського походження. 
Це безкоштовна відеогра в жанрі короліської битви, розроблена LightSpeed & Quantum Studio, підрозділом Tencent Games. Це адаптація для мобільних пристроїв оригінального PlayerUnknown's Battlegrounds. Гра була випущена 19 березня 2018 року для iOS та Android.
Вона була опублікована кількома видавцями в різних регіонах, зокрема Krafton, Tencent, Level Infinite, VNG Game Publishing і HotCool Games. У грудні 2021 року PUBG Mobile накопичив понад мільярд завантажень, а прибуток — понад US$7,2 мільярда, що робить її однією з найбільш прибуткових мобільних ігор.

## Розвиток
PUBG Mobile було створено за чотири місяці за допомогою Unreal Engine 4. Скорочена версія гри для пристроїв нижчого класу Android, PUBG Mobile Lite, була вперше випущена в Таїланді 24 січня 2019 року, а згодом в більшій кількості країн Азії, Латинської Америки та Африки.

## Геймплей
«PUBG Mobile» має ігровий процес, подібний до оригінального «PlayerUnknown's Battlegrounds». Гравці спускаються з парашутами на віддалений острів і борються за те, щоб залишитися останнім гравцем, змагаючись поодинці або в командах з двох або чотирьох, залежно від режиму гри, вибраного перед матчем. Кожен матч триває близько 30 хвилин. Гра починається з того, що учасники пролітають на літаку над однією з багатьох можливих карт, також обраних перед матчем. Перетинаючи карту, гравці вибирають, куди спуститися з парашутом. Коли літак закінчує політ, по периметру острова утворюється синя рамка, що позначає кордон між безпечною зоною та зовнішньою блакитною зоною. Безпечна зона зменшується кожні кілька хвилин, і будь-хто, хто залишився в синій зоні, постійно втрачатиме здоров'я, доки вони залишаються там, потенційно аж до смерті. Швидкість втрати здоров'я збільшується, коли безпечна зона зменшується. Коли гравці вперше потрапляють на острів без припасів чи зброї і повинні знайти їх у своєму оточенні або у інших гравців. Загалом, кращу зброю та спорядження можна знайти в більш небезпечних частинах карти. На додаток до регулярного скорочення безпечна зона, тимчасові червоні зони можуть випадковим чином здаватися обсипаними бомбами, і час від часу літак пролітає над полем бою, щоб випустити пакет зі спеціальним обладнанням, який потенційно включає предмети, які неможливо знайти в інших місцях на острові. Усі ці події, включаючи звичайне скорочення безпечної зони, оголошуються гравцям до того, як вони відбудуться, щоб дати справедливе попередження.